# ロバート・グレーヴス

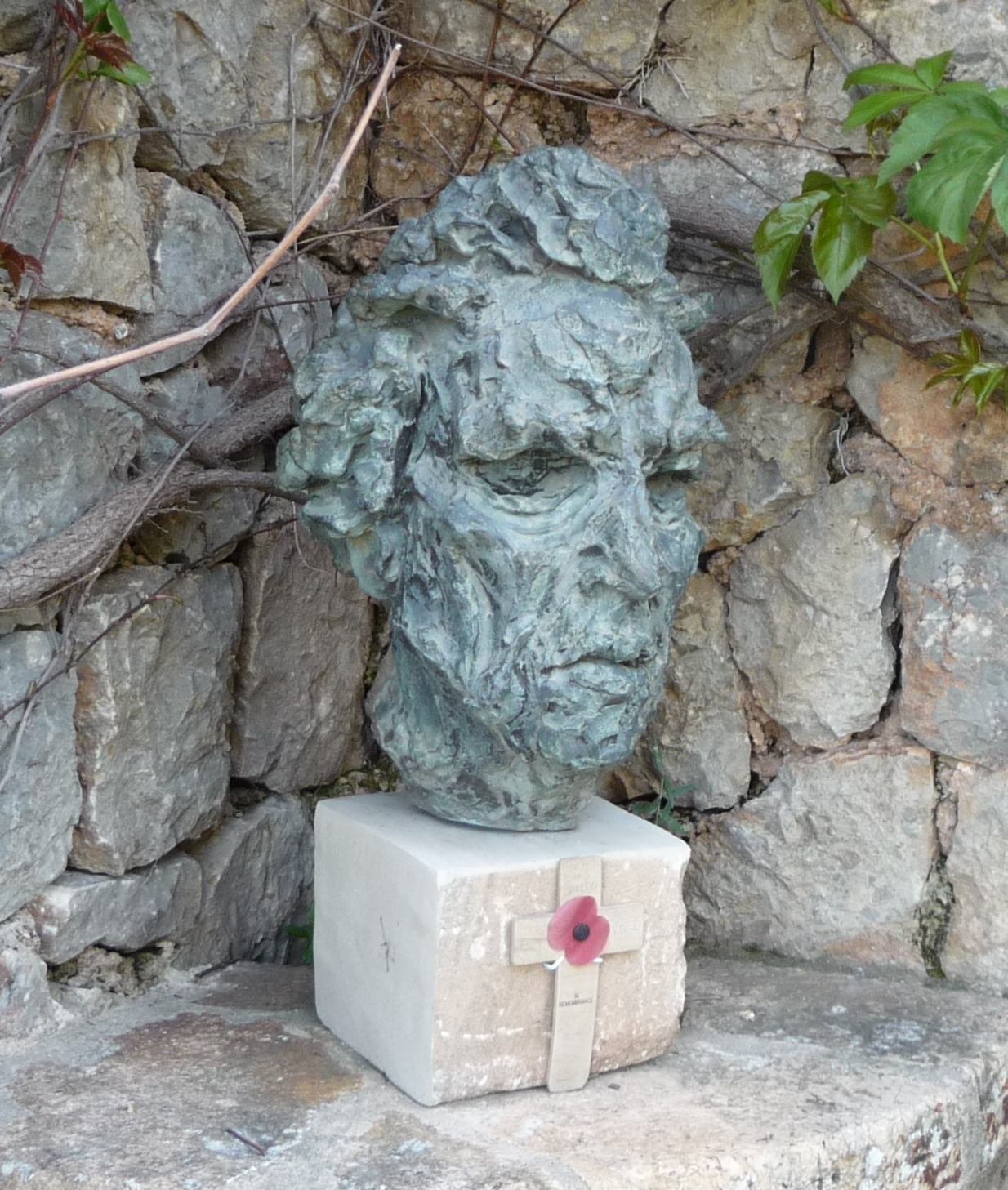

ロバート・グレーヴス（Robert von Ranke Graves, 1895年7月24日 - 1985年12月7日）は、イギリスの詩人、小説家、評論家。グレーヴズ、グレイヴズ表記もある。
父アルフレッドはダブリン生まれのアングロ＝アイリッシュ系の詩人で、数学者であると同時にオガム文字の権威でもあった。フォン・ランケは牧師をしていたドイツ系の母方の姓であり、叔父に歴史家のレオポルト・フォン・ランケがいる。

## 経歴
- ロンドン南西の郊外、当時はサリー州（現ロンドン市内マートン区）のウィンブルドン生まれ。ロンドンのチャーターハウス・スクールに入学。このころからサークルに入って詩作を始めた。
- 1914年、チャーターハウス・スクール卒業。オックスフォード大学のセント・ジョンズ・カレッジへの入学が決まっていたが、イギリスがドイツに宣戦布告したその2日後に従軍志願してフランスに出征する。グレーヴスの自叙伝『さらば古きものよ』によれば、大学に入るのを先延ばししたかったのと、ドイツがベルギーの中立を犯したことに憤ったのが動機だという。
- 1915年、戦場でジーグフリード・サスーン（英語版）と親交を結ぶ。
- 1916年7月20日、砲弾の破片を受けて重傷を負う。イギリスの留守宅には戦友から「名誉ある戦死」と報告されたが一命を取り留め、帰国して静養する。
- 1917年1月、自ら望んで戦場復帰する。しかしまた倒れて本国へ送還され、後方勤務となる。この年の夏から冬にかけて、ナンシー・ニコルソン（英語版）との恋愛が発展する。
- 1918年1月、ナンシー・ニコルソンと結婚する。このとき22歳。同年11月、第一次世界大戦が終わると、サスーンとともに反戦詩人として活動を始め、この2人にロバート・ニコルズを加えて「新しい三銃士」と呼ばれる。
- 1919年10月、オックスフォード大学に入学、1926年に卒業するまでの7年間に12冊の詩集、5冊の詩論を発表する。また、在学中にエドマンド・ブランデン、T・E・ロレンスと知り合う。
- 1926年、アーノルド・ベネットやロレンスの推薦を得てカイロ大学の英文学教授となり、カイロに赴任する。
- 1927年、カイロ大学を辞任して帰国する。このころには妻ナンシーとの関係が悪化していた。
- 1929年5月、ナンシー・ニコルソンと離婚。二度とイギリスに戻らない覚悟で地中海西部のマヨルカ島に移住する。この地でアメリカの女流詩人ローラ・ライディングと親交を結び、共同で出版業を経営したり、共著を発表する。
- 1936年、スペイン内戦の影響により、イギリス人のマヨルカ島退去を命じられ、3年間ヨーロッパとアメリカを放浪する。
- 1939年、第二次世界大戦が勃発すると、イギリスに帰国して歩兵部隊に志願するが、軍当局からは後方勤務を命じられる。戦後、再びマヨルカ島に戻り、永住する。グレーヴスの詩が認められ始めたのは、このころからである。
- 1954年、王立人類学協会の特別会員に選ばれ、1955年まで2年間、ケンブリッジ大学で詩を講義する。
- 1961年2月、オックスフォード大学の詩学教授となる（1966年まで）。

## 著書（主に訳書のみ）
詩集
- Over the Brazier （1916年）、グレーヴス最初の詩集
- Collected Poems （1938年）

小説
- 『この私、クラウディウス』（原題: I, Claudius, 1934年）
  - 多田智満子・赤井敏夫訳、みすず書房。ローマ皇帝クラウディウスによる自伝のスタイルをとった小説
- 続編に『神、クラウディウスとその妻メッサリーナ』(Claudius the God and His Wife Messalina, 1935年)

自叙伝
- 『さらば古きものよ』（原題: Goodbye to All That, 1929年）、工藤政司訳、岩波文庫 上下、1999年

評伝
- 『アラビアのロレンス』（原題: Lawrence and the Arabs, 1934年）、親交のあったトーマス・エドワード・ロレンスの評伝
  - 小野忍訳、平凡社東洋文庫、新版・平凡社ライブラリー／抜粋訳・角川文庫
- 『暗黒の女神――現代文明批評』 味岡宇吉訳、興文社、1968年（原題: Mammon and the Black Goddess, 1965年）

神話研究
- 『ギリシア神話』（原題: The Greek myths, 1955年）　
  - 高杉一郎訳、紀伊國屋書店、新版1998年。この分野での代表作
- 『抄訳・ギリシア神話』（原題: Greek gods and heroes, 1960年）
  - 椋田直子訳、PHP新書、2004年。抜粋での入門書

## 参考書籍
- ロバート・グレーヴス『ギリシア神話』（上・下、高杉一郎訳、紀伊國屋書店）